# 분석서지학
분석서지학은 도서의 물질적 특징을 분석하는 서지학을 의미한다. 물질적 특징을 분석하는 목적은 그 서적 제작과정의 원칙을 알아내서 이 지식을 특정한 서적과 관련된 문제를 해결하는 데 응용하는 것에 있다. 따라서 분석서지학은 기술서지학과 원문서지학의 바탕을 제공한다. 다시 말하면 기술서지학과 원문서지학은 분석서지학 활동의 산물이다. 서적과 관련된 문제라고 했을 때 이는 내용상의 문제가 아니다. 분석서지학은 일체의 문학적, 역사적 혹은 심미적, 비평적 고려와는 관련이 없기 때문에 내용상의 성격, 의미, 이해도 등을 일체 외면한 채 오직 책의 물질적 특성에만 관심을 기울인다.
책의 물질적 특징에 대한 분석은 필연적으로 비평적이다. 따라서 분석서지학은 비평서지학(critical bibliography)으로도 불린다. 분석서지학은 20세기 들어 새로 일어나 20세기 중엽에 크게 발달했으며. 열거서지학에 비해 과학적이므로 신서지학(new bibliography)이라고 불리기도 한다. 분석서지학은 열거서지학에 의해 목록이 편성되고, 기술서지학에 의해 기술된 책을 인공적 생산물로서 조사하고, 그 제작과정, 기술적 과정을 연구한다. 여기서 제작과정, 기술적 과정이란 종이, 잉크, 활자, 식자공, 인쇄작업, 제책 등 본문이 현재의 상태로 만들어진 단서 일체를 포함한다. 이런 의미에서 분석서지학은 기술서지학은 물론 역사서지학과도 밀접한 관계가 있다.